# Roamer (relojes)
Roamer of Switzerland (o simplemente Roamer) es un fabricante suizo de relojes, con sede en Wallbach, Suiza.

## Historia

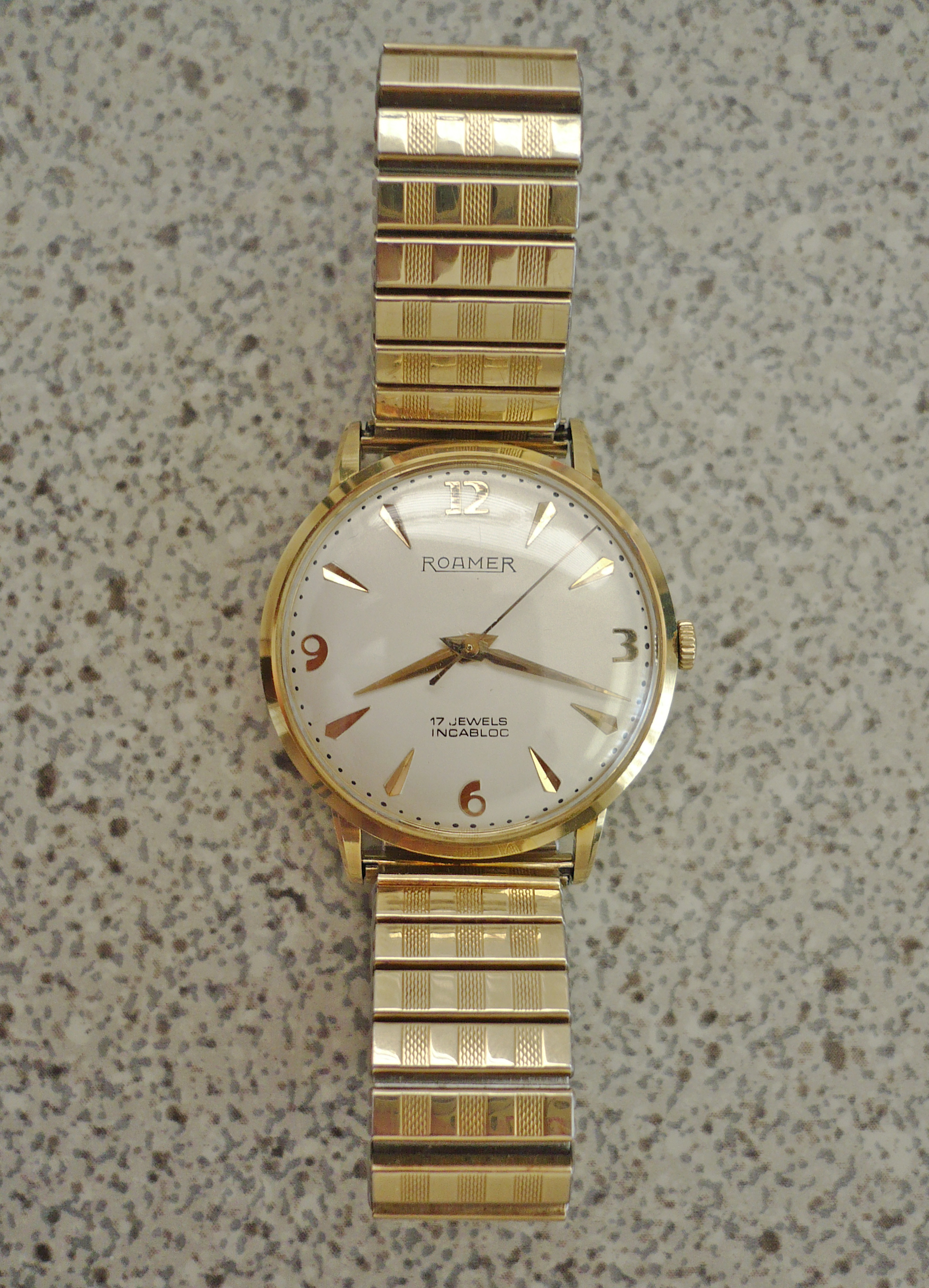
Roamer Premier (1961)

Roamer fue fundada por Fritz Meyer en Soleura, Suiza, en 1888. Inicialmente, la empresa se centró en la producción de mecanismos de escape para otros fabricantes de relojes. En tan solo siete años, la empresa llegó a contar con sesenta empleados y comenzó a producir relojes completos. En 1895, desarrolló su primer calibre propio y lo bautizó como "Número 38" para conmemorar el 38 cumpleaños de Meyer. En 1905, Meyer se asoció a su colega relojero Johann Stuedeli para formar la sociedad Meyer and Stuedeli (MST). La sociedad continuó desarrollando nuevos calibres.
El reloj de la firma más antiguo identificado es un modelo de bolsillo para señora sin marca, con un escape de cilindro MST 41 y sellos de plata de Londres de 1908.
En 1917, adquirió la relojería de Soleura, L. Tieche Gammeter (LTG). LTG había registrado previamente la marca "Roamer" en 1908. En 1918, la sociedad incorporó a la empresa Meyer & Stuedeli SA.
Para 1923, la producción alcanzó el millón de unidades. Los relojes con escape de áncora y rubíes se vendieron bajo la marca "Roamer". Los relojes de cilindro, y posteriormente los de áncora de espigas, se vendieron bajo las marcas Medana y Meda. En 1932, inició su propia línea de producción de esferas. En 1945, abrió una oficina de representación en Nueva York y, en 1952, Meyer & Studeli cambió oficialmente su nombre a Roamer Watch Co. SA. En 1955, Roamer patentó la caja estanca Anfibio, que resultó ser un éxito comercial. La compañía lanzó su primer movimiento de cuarzo en 1972.
En 2002, Roamer se convirtió en miembro de Federación de la Industria Relojera Suiza. Al año siguiente, la firma volvió a la fabricación de relojes mecánicos.
Para celebrar su 125 aniversario en 2013, la compañía lanzó una edición limitada del «Stingray Chrono Diver». Christian Frommherz, quien se desempeñaba como director ejecutivo desde 2003, adquirió la marca en 2018.
La expansión de la popular colección C-Line continuó en 2020 con la introducción del C-Line Automatic. Con la llegada del 120 aniversario de su primer movimiento de manufactura MST, Roamer comenzó a desarrollar una versión actualizada, el MST 2.0, y en 2024 lanzó el «Mechano», el primer reloj equipado con este calibre. Un hito significativo en la relojería suiza se produjo en 2025 cuando Roamer presentó el «Helios Power», el primer cronógrafo automático solar fabricado en Suiza.
A lo largo de los años, Roamer ha producido varias colecciones destacadas, incluyendo primicias en la historia de la relojería suiza.